# Pentacora ouachita
Pentacora ouachita är en insektsart som beskrevs av Polhemus 1993. Pentacora ouachita ingår i släktet Pentacora och familjen strandskinnbaggar. Inga underarter finns listade i Catalogue of Life.